# برنشتات (الب)
برنشتات (به آلمانی: Bernstadt) یک شهر در آلمان است که در الب-دانو-کریس واقع شده‌است.

## خواهرخوانده
شهر برن‌اشتات آن در آیگن خواهرخواندهٔ برنشتات (الب) هست.